# Lega Caddea

Stemma della Lega Caddea.

La Lega Caddea o della Ca' di Dio (in tedesco Gotteshausbund, in romancio Lia da la Chadé), fu stipulata tra i cittadini che occupano la parte centrale e meridionale dell'attuale Canton Grigioni in unione con la Lega Grigia e la Lega delle Dieci Giurisdizioni; formò in seguito la Repubblica delle Tre Leghe che diede vita al moderno Canton Grigioni.

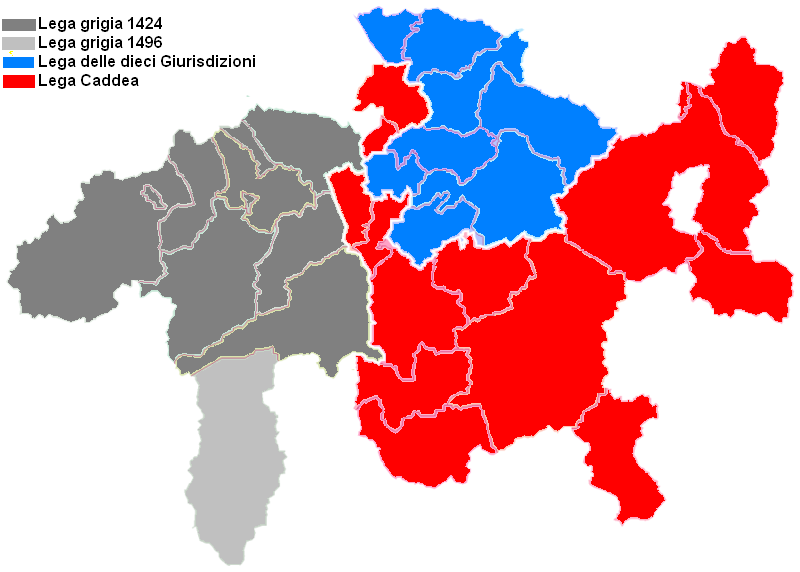
Le Tre leghe dei Grigioni.

Venne costituita il 29 gennaio del 1367 e comprendeva: Coira, i "Quattro Villaggi" (con l'esclusione di Haldenstein, che fu signoria fino al 1803) e la regione di Domigliasca (in tedesco Domleschg), sulla sponda sinistra del Reno Posteriore (Hinterrhein), tra la confluenza con il Reno Anteriore (Vorderrhein) e l'imboccatura della valle dell'Albula: in quei tempi la zona era di vitale importanza per il controllo della strada che saliva al passo del Settimo. Facevano ancora parte del territorio Obervaz, Bergün, la valle della Sursette (Surses) tra Sur e Bivio, l'Alta Engadina, Val Bregaglia, la Val Monastero e la giurisdizione di Sottocalva in Val Venosta. Nel 1408 anche Poschiavo, precedentemente sottomesso a Milano, entrò a far parte della Lega.
Il sigillo era costituito da uno stambecco, raffigurato anche sullo stemma.

## Storia
Gli Asburgo desideravano impadronirsi dei valichi alpini della regione e pare avessero stretto un accordo con il principe vescovo di Coira, il boemo Petr Jelito, che preferiva abitare a Vienna presso la corte, piuttosto che nella sua residenza. Il vescovo aveva dunque segretamente promesso, in cambio d una rendita annuale, di consegnare agli Asburgo vari castelli dei propri domini. 
Controllare Coira significava per gli Asburgo, detenere la chiave di accesso e controllo a tutta una serie di valichi di grandissima importanza per l'attraversamento delle Alpi centrali. In particolare i due più importanti, in quel momento, erano quello del Lucomagno (tra la valle del Reno e la valle del Ticino) e quello del Settimo (tra la valle del Reno e il Lago di Como). 
Al progetto si opposero i sudditi del vescovo, fondando la Lega Caddea, alleanza che riuniva i cittadini di Coira e le comunità delle valli che permettevano l'accesso al passo del Settimo. I componenti della Lega si giurarono fedeltà reciproca e si presero carico dei debiti del vescovo, conquistando un'ampia autonomia. 
Le deliberazioni del 1367 introdussero significative limitazioni al potere temporale del principe vescovo di Coira. I delegati del capitolo cattedrale di Coira, delle comunità Valle Domigliasca e dello Schams, dalla Val Sursette, della Val Bregaglia, dell'Alta Engadina e della Bassa Engadina, nonché dei cittadini di Coira si attribuirono il diritto di partecipare all'amministrazione vescovile, in particolare attraverso il controllo delle finanze del vescovo e il diritto di veto sulle alienazioni di patrimonio da parte di questi. Tale controllo era esercitato per mezzo di un organo assembleare convocato periodicamente. 
Nel 1409 venne istituito un consiglio permanente e un balivo venne nominato a sovrintendere l'amministrazione della diocesi. A partire dal 1450 la Lega Caddea si alleò con la Lega delle Dieci Giurisdizioni; già nel 1406 e nel 1425 membri della Lega Caddea si erano alleati con la Lega Grigia. Nel 1450 la Lega Caddea diede vita con la Lega delle Dieci Giurisdizioni e la Lega Grigia alle Tre Leghe, sia pure inizialmente operante a livello informale, legata a circostanze di conflitto quali la Schamserfehde (faida dello Schams, che oppose la famiglia Werdenberg, erede dei Von Vaz, agli abitanti dello Schams, Domleschg e Safien). 
Nel corso della seconda metà del XV secolo le strutture politiche delle Tre Leghe assunsero un carattere permanente. Nel 1498 la Lega Caddea strinse inoltre un patto di alleanza con la Confederazione. Il graduale processo di erosione del potere temporale del principe vescovo sarebbe culminato nell'approvazione degli Articoli di Ilanz nel periodo 1524-1526. Gli articoli di Ilanz costituirono inoltre le basi dell'ordinamento giuridico delle Tre Leghe sino al 1798.
Si noti che per tutta la sua esistenza continuò ad esistere come enclave indipendente il piccolo Stato sovrano di Tarasp dei principi Dietrichstein che fece parte del Sacro Romano Impero fino all'inizio dell'Ottocento.